# Sean Gullette
Sean Gullette est un acteur, réalisateur, scénariste et producteur américain né le 4 juin 1968 à Boston dans le Massachusetts aux États-Unis.
Il vit à Tanger entre 2005 et 2012 puis à New York avec son épouse, la photographe Yto Barrada. Ils ont deux filles, Véga Gullette, née en 2006 et Tamo Gullette née en 2014.

## Filmographie

### Comme acteur
- 1991 : Supermarket Sweep : Sociopath
- 1998 : Joe's Day
- 1998 : Pi : Maximillian Cohen
- 2000 : Happy Accidents : Mark
- 2000 : Requiem for a Dream : Arnold The Shrink
- 2000 : Bed
- 2001 : Artifacts : Jack
- 2002 : Die Todsünde: Das Toskana-Karussell : David Bradley
- 2003 : The Day I Became a Man : Narrator
- 2004 : The Undeserved : Wayne Hapgood
- 2004 : The Golddigger's Rush : Walker Vesson
- 2005 : It's Cheaper to Kippah : Man
- 2005 : Voodoo Doll : Pope
- 2005 : Stolen Lives : Brad McCallum
- 2005 : V.O. : Sonny Di Luzzia
- 2005 : A Year and a Day : Edwin
- 2006 : Still Life : Everett
- 2005 : The Situation : Officer Martinez
- 2006 : The Discipline of D.E. : G.W. Arthur
- 2007 : Inside 'The Fountain': Death and Rebirth : Thanks
- 2009 : Die zwei Leben des Daniel Shore : Henry Porter
- 2009 : Blue Ridge : Johnston
- 2013 : Rock the Casbah : Jason

### Comme scénariste
- 2004 : Thanksgiving
- 2003 : New York Stories
- 1998 : Pi
- 2011 : Traitors

### Comme producteur
- 1998 : Joe's Day
- 2011 : Traitors